# Huize Castello
Huize Castello is een Nederlands herenhuis, vlak bij Huis Almelo en hangt samen met andere onderdelen van dit landgoed.
De toenmalige graaf van Almelo Adolf Frederik Lodewijk (1865-1935) bouwde dit huis voor zijn moeder Adamina Petronella gravin Van Rechteren van Appeltern (1844-1917) rond 1900. Het huis is gebouwd in een eclectische bouwstijl met Hollandse neorenaissancistische en chaletstijl-elementen.
In het oorlogsjaar 1942 werd Huize Castello aan de Hofstraat het onderdak van ‘de vakschool’ DEVA. Het werd ook het woonhuis van Herman Pezie, oprichter van deze school voor decoratieve vormgeving. Tegenwoordig is het in gebruik als kantoorpand.